# Parlamentsvalget i Portugal 1900
Parlamentsvalget i Portugal 1900 blev afholdt Portugal den 25. november 1900. Resultatet var en sejr for Partido Regenerador, der vandt 104 mandater.

## Resultater
| Parti                           | Stemmer | % | Mandater | +/– |
| ------------------------------- | ------- | - | -------- | --- |
| Partido Regenerador             |         |   | 104      | +65 |
| Partido Progressista            |         |   | 28       | –63 |
| Andre partier og uafhængige     |         |   | 6        | +1  |
| Ugyldige/blanke stemmer         |         | – | –        | –   |
| Total                           |         |   | 138      | 0   |
| Registrerede vælgere/deltagelse | -       |   | –        |     |
| Kilde: Nohlen & Stöver          |         |   |          |     |

Resultaterne inkluder dem fra oversøiske territorier.